# حانة عمياء

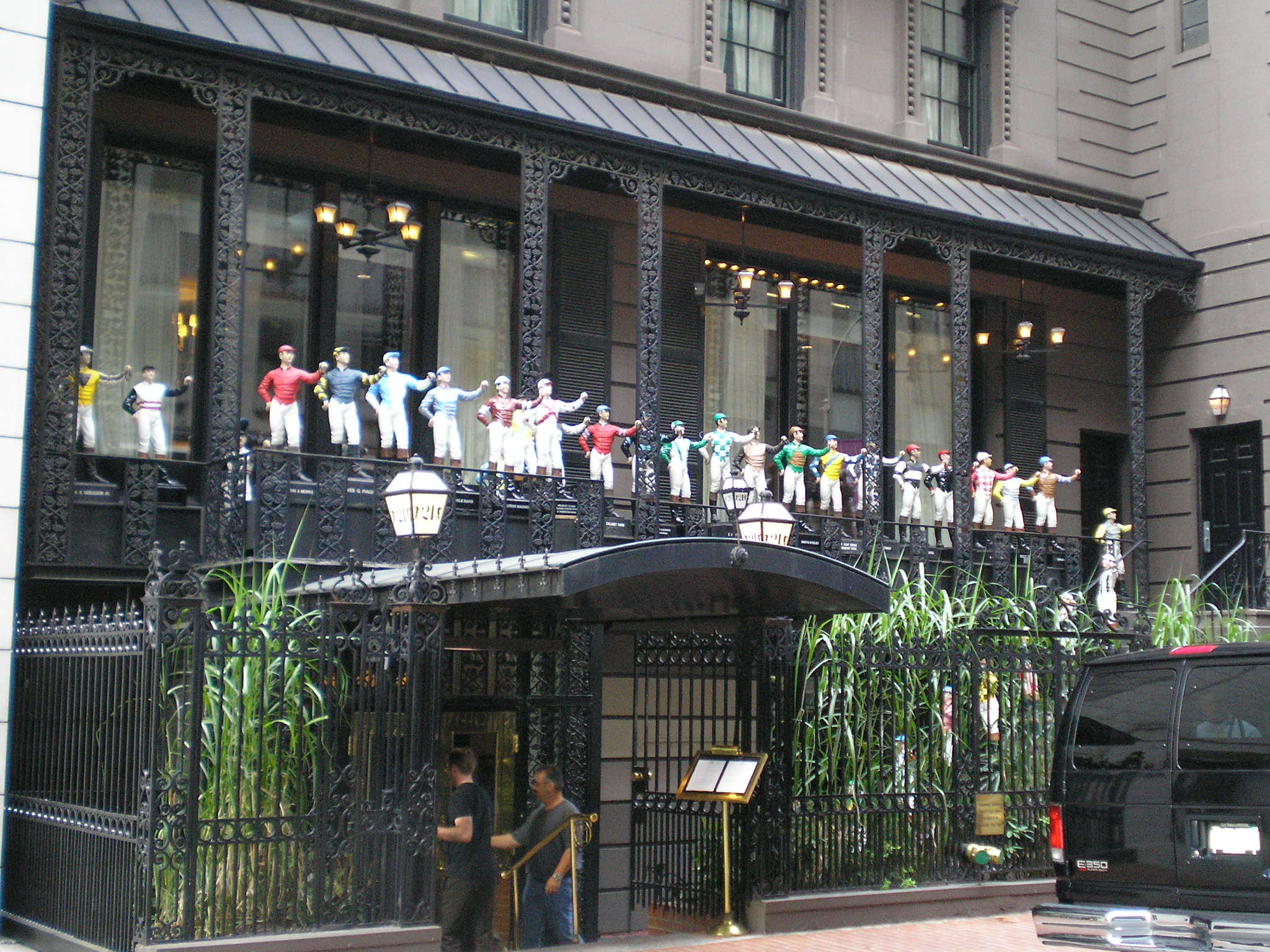

الحانة العمياء (إنجليزية: blind tiger) أو حانة تكلم خافتًا أو حانة اخفض صوتك أو حانة الهمس (الإنكليزية: Speakeasy)  محلات تتاجر بالمشروبات الكحولية بشكل غير قانوني. نمت هذه الدكاكين وتزايدت خلال فترة حظر الكحوليات في الولايات المتحدة.

## التأثيل
يعتقد أن بداية استخدام اللفظ كانت في بنسلفانية عام 1888. عندما صدر قانون بزيادة ضريبة حكومة على حانات من 50$ إلى 500$ ما أدى إلى تناقص عدد الحانات المرخصة بشكل حاد ولجؤ الكثير لبيع الكحول بشكل غير قانوني. وكلما إزداد صخب المرتادين حثهم صاحب الحانة على خفض أصواتهم قائلا:"speak-easy" خوفا من لفت انتباه السلطات.
و طبقا لصحيفة صادرة عام 1889:«تدعى الحانات غير المرخصة في بنسلفانيا باخفض صوتك (speak easy)»

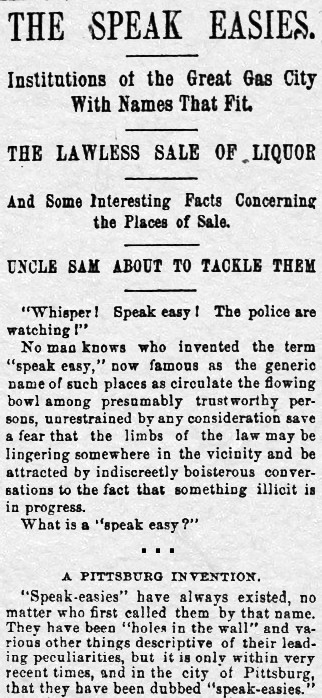
استخدام مبكر للملاهي في الولايات المتحدة. ديسباتش بيتسبرغ 30 يونيو 1889.